# Paul Grüninger

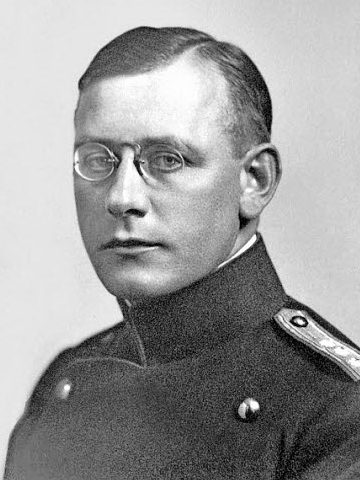
Paul Grüninger (vermutlich im Jahr 1939)

Paul  Ernst Grüninger (* 27. Oktober 1891 in St. Gallen; † 22. Februar 1972 ebenda) war ein Schweizer Lehrer, Fussballspieler und ab 1919 Polizeihauptmann in St. Gallen. In den Jahren 1938 und 1939 rettete er als leitender Grenzbeamter mehrere hundert jüdische und andere Flüchtlinge vor der nationalsozialistischen Verfolgung und dem Holocaust.

## Leben
Paul Ernst Grüninger wurde als zweites von vier Kindern des katholischen Tapezierermeisters Oskar Grüninger und dessen protestantischer Frau Maria geboren und protestantisch erzogen. Sein Vater übernahm später ein Tabakwarengeschäft in St. Gallen. Von 1907 bis 1911 machte Paul Grüninger eine Ausbildung zum Lehrer am Lehrerseminar Rorschach auf dem Mariaberg. Ab 1913 spielte er als Linksaussen beim Fussballclub Brühl, St. Gallen. In der Saison 1914/15 gewann er mit seiner Mannschaft die Schweizer Meisterschaft. Der Wehrdienst unterbrach seine ersten Berufsjahre, nach Abschluss der Rekruten- und Offiziersschule wurde er zum Leutnant der Verpflegungstruppen ernannt. Im September 1919 empfahl ihm ein Kunde im elterlichen Geschäft die Stelle eines Polizeileutnants im Landjägerkorps des Kantons St. Gallen. Er zögerte, gab jedoch schliesslich dem Drängen seiner Eltern nach. Grüninger wurde von 78 Bewerbern ausgewählt. Bald darauf heiratete er die 1897 geborene Alice Federer, die aus einer angesehenen Kaufmannsfamilie aus Au kam. Das Ehepaar hatte zwei Töchter, darunter Ruth Roduner (1921–2021), die sich bis ans Lebensende für die Rehabilitierung ihres Vaters einsetzte. 1925 erhielt er die Stelle eines Landjägerhauptmannes.

### Fluchthelfer

#### Einreisehindernisse in die Schweiz

Deutscher Reisepass mit J-Stempel und Zwangsvornamen Israel

Die Einführung des Judenstempels in Deutschland mit der Verordnung über Reisepässe von Juden vom 5. Oktober 1938 erfolgte aufgrund eines Abkommens zwischen der Schweiz und Deutschland. Eingeführt wurde er auf einen Vorschlag der deutschen Behörden hin, die damit die Einführung der vom Schweizer Bundesrat verlangten Visumpflicht für sämtliche deutschen Staatsangehörige verhindern wollten. Die Schweiz wollte von da an nur dann «reichsangehörige[n] Juden, deren Pass mit dem […] erwähnten Merkmal versehen ist […], die Einreise in die Schweiz gestatten, wenn die zuständige schweizerische Vertretung in den Pass eine ‹Zusicherung der Bewilligung zum Aufenthalt in der Schweiz oder zur Durchreise durch die Schweiz› eingetragen hat». Sie hat deutsche Juden im Regelfall nicht als politische Flüchtlinge aufgenommen und den nach den Pogromen vom 9. auf den 10. November 1938 gefährdeten Juden die Einreise in die Schweiz ohne vorherige spezielle Antragstellung und Bewilligung verwehrt.

#### Rettung jüdischer Flüchtlinge
Bei einer Sitzung von kantonalen Polizeifunktionären, unter ihnen der ehrenamtliche Präsident der Schweizerischen Flüchtlingshilfe und Heinrich Rothmund, der Chef der Eidgenössischen Fremdenpolizei, verteidigte Grüninger als Einziger die jüdischen Flüchtlinge: «Die Rückweisung der Flüchtlinge geht schon aus Erwägungen der Menschlichkeit nicht. Wir müssen viele hereinlassen!»
Der St. Galler Polizeikommandant Hauptmann Grüninger rettete in den Jahren 1938 und 39 mehrere hundert jüdische und andere Flüchtlinge vor der nationalsozialistischen Verfolgung und dem Holocaust, indem er ihnen durch Vordatierung der Einreisevisa und/oder Fälschung anderer Dokumente die Einreise in die Schweiz ermöglichte.
Grüninger arbeitete bei der Fluchthilfe teilweise mit Ernest Prodolliet und gelegentlich mit Recha Sternbuch zusammen.

#### Verfemung
Im Jahr 1939 wurde er deswegen durch seinen Vorgesetzten Valentin Keel, der sein Verhalten bis dahin toleriert und gebilligt hatte, vom Dienst suspendiert, und seine Ansprüche auf Pension wurden aberkannt. 1940 wurde er wegen Amtspflichtwidersetzung zur Zahlung einer geringen Geldstrafe verurteilt. Seine Tochter Ruth musste die Handelsschule in Lausanne abbrechen, sie kehrte zur Familie nach St. Gallen zurück und musste sich eine Stelle suchen: «Man sah meinen Vater als Verbrecher an. Ich bekam eine Absage nach der anderen, bis ich in einer jüdischen Textilfirma eine Anstellung fand.» Ruth Grüninger konnte damit gerade die Miete für die St. Galler Wohnung bezahlen, in der sie fortan mit ihrer zwölf Jahre jüngeren Schwester Sonja, ihrer Mutter und ihrem Vater wohnte. Paul Grüninger lebte in seinen restlichen drei Jahrzehnten von Gelegenheitsarbeiten und als Aushilfslehrer. Er fand nie wieder eine feste Anstellung. Seine Tochter hat ihm die Enttäuschung angemerkt, aber «trotzdem betonte er bis zu seinem Tod, er würde wieder gleich handeln. Darauf bin ich stolz.»
Eine einstweilige moralische Rehabilitierung konnte Paul Grüninger noch zu Lebzeiten durch einen Dankesbrief für seine menschliche Haltung, datiert vom 22. Dezember 1970, durch die St. Galler Regierung erfahren. Zwei Monate vor seinem Tod schenkte ihm der deutsche Bundespräsident Gustav Heinemann einen Farbfernseher. 1972 starb Grüninger verarmt in St. Gallen. Er wurde in Au SG auf dem Ortsfriedhof beigesetzt. Seine Frau Alice, die 1984 starb, fand im gleichen Grab ihre letzte Ruhestätte.

In seinem Lebenslauf schrieb Grüninger: 
«Es ging darum, Menschen zu retten, die vom Tod bedroht waren. Wie hätte ich mich unter diesen Umständen um bürokratische Erwägungen und Berechnungen kümmern können?» 
Das Schicksal Grüningers wurde der Öffentlichkeit unter anderem durch einen Artikel von C. L. Sandor bekannt (Tages-Anzeiger-Magazin 1984, Aktenzeichen Grüninger – ungelöst?), der jedoch zugegebenermassen mit fiktiven Mitteln und frei erfundenen Gesprächen arbeitete.

#### Rehabilitation
Im Jahr 1993 wurde Grüninger durch die St. Galler Regierung politisch rehabilitiert, und 1994 veröffentlichte der Schweizer Bundesrat eine Ehrenerklärung für ihn:
Wie der St. Galler Regierungsrat anerkennt auch der Bundesrat, dass Paul Grüninger sich damals an ethischen Werten orientiert hat, die später Grundlage des internationalen und des schweizerischen Rechts im Asylbereich geworden sind. Der Bundesrat ist deshalb bereit, Paul Grüninger politisch zu rehabilitieren und öffentlich zu bestätigen, dass Paul Grüninger für sein selbstloses Verhalten uneingeschränkten Respekt verdient (Amtliches Bulletin der Bundesversammlung, 1994 II 1267).
1995, und damit 23 Jahre nach seinem Tod, hob das Bezirksgericht St. Gallen das Urteil in der Sache Paul Grüninger auf und sprach ihn frei. Nach seiner politischen folgte damit auch seine juristische Rehabilitation. Die juristische Rehabilitation Grüningers durch die UEK bedeutete in diesem Fall nicht, wie sonst auch in anderen Fällen, nur die Korrektur eines unsorgfältig gefällten Fehlentscheides eines Gerichts (etwa aufgrund neuer Beweismittel). Vielmehr wurde damit die damalige schweizerische Flüchtlingsgesetzgebung als unvereinbar mit den Prinzipien eines Rechtsstaates erklärt.
Der Grosse Rat des Kantons St. Gallen stimmte im Jahr 1998 einer materiellen Wiedergutmachung zu und entschädigte die Nachkommen Grüningers für die durch die fristlose Entlassung entstandenen Lohn- und Pensionseinbussen des Hauptmanns. Mit dem gesamten Betrag von 1,3 Millionen Franken wurde 1998 die Paul Grüninger Stiftung gegründet, die sich unter anderem für aktive Verteidiger von Menschenrechten einsetzt. Als langjährige Präsidentin der Stiftung wirkte Grüningers Tochter Ruth Roduner (1921–2021), zuletzt war sie Ehrenpräsidentin.

### Fussballkarriere
In der Saison 1914/15 wurde Grüninger, damals als Lehrer arbeitend, mit Brühl St. Gallen als linker Flügelstürmer Schweizer Meister. Bei Brühl amtierte er von 1924 bis 1927 sowie von 1937 bis 1940 als Präsident. Im Jahr 1940 trat er auf Grund seiner Verurteilung zurück. Das Stadion erhielt 2006 zu seinen Ehren den Namen Paul-Grüninger-Stadion.

### Musikliebhaber
Grüninger war Kunstliebhaber, spielte Klavier, war ein leidenschaftlicher Sänger und blieb bis ins hohe Alter Mitglied eines Chors.

## Ehrungen
Yad Vashem verlieh Grüninger 1971, ein Jahr vor seinem Tod, den Titel „Gerechter unter den Völkern“.
Es erinnert seit dem 29. Oktober 2005 eine Schrifttafel an die Jahre (1955–1972), in denen das Ehepaar Grüninger in Au, am Kirchweg 4, eine günstige Drei-Zimmer-Wohnung gemietet hatte. Zur Anbringungsfeier wurde der Paul-Grüninger-Marsch gespielt, der 1938 von einem jüdischen Flüchtling im Lager Diepoldsau komponiert worden war.
In den Städten St. Gallen, Jerusalem, Kirjat Ono, Stuttgart und Rischon LeZion tragen Strassen und Plätze den Namen Paul Grüningers. Am 11. April 1994 versammelten sich Freunde und Unterstützer auf der Aussichtswarte des israelischen Jaʿar Schweiz, im Andenken Grüningers zu einer Gedenkfeier. In Wien wurde 1997 die nach den Plänen der Architekten Gustav Peichl und Rudolf Weber neuerbaute Schule in der Hanreitergasse nach ihm benannt.

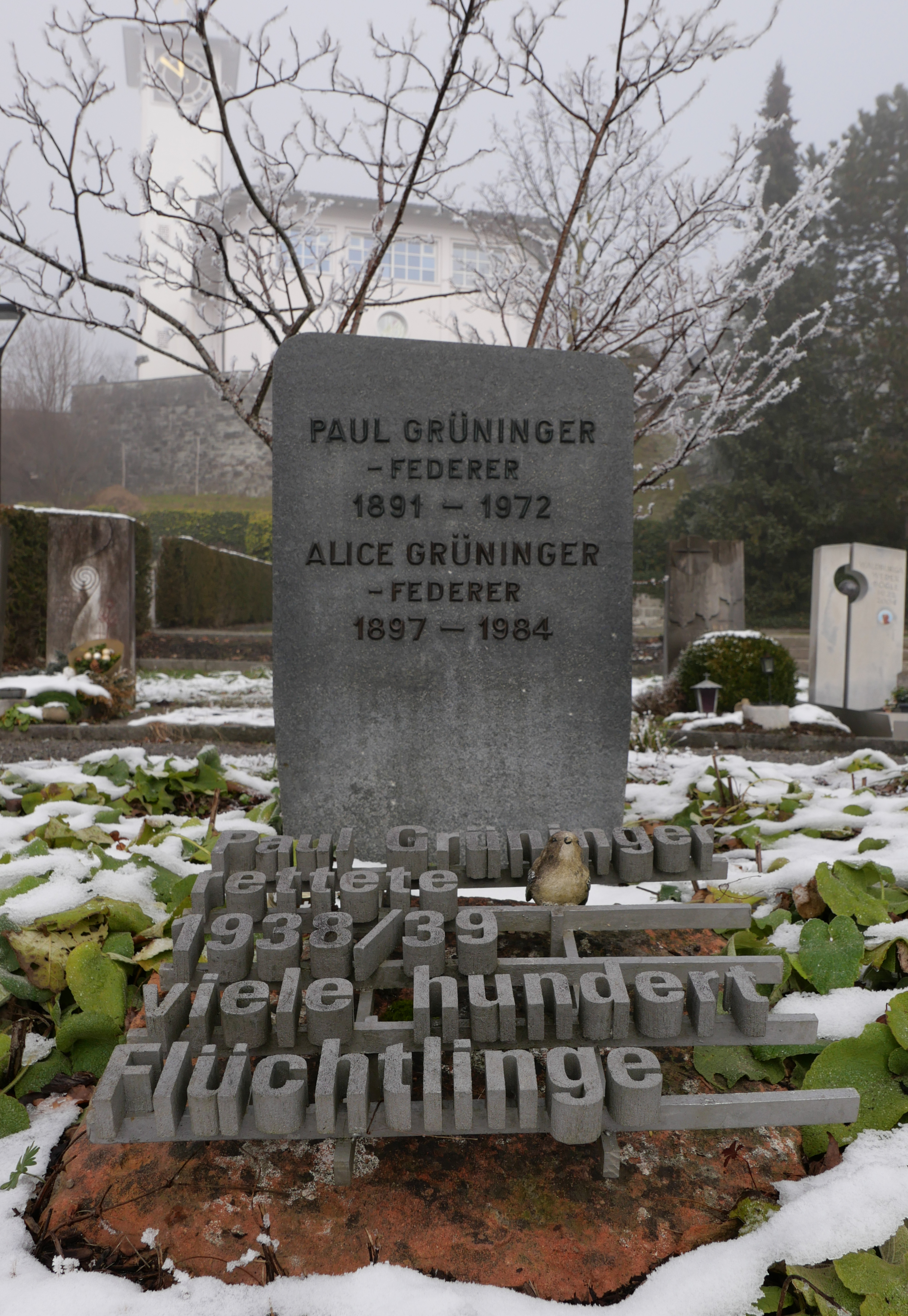
Das Grab im Jahr 2025

2008 wurde das Grab durch den St. Galler Künstler Norbert Möslang neu gestaltet. Die von ihm geschaffene Netzwerk-Platte vor dem schlichten Grabstein, der nur die Inschriften mit den Namen sowie den Angaben zu den Geburts- und Todesjahren des Ehepaars trägt, besagt:
"Paul Grüninger / rettete / 1938/39 / viele hundert / Flüchtlinge"
Acht Jahre später wurde die Urnen des Ehepaares im Rahmen der Friedhofssanierung umgebettet. Nachdem sich das Grab zuvor auf der linken Seite der nördlichen Rückwand des Friedhofes befunden hatte, wurde es nun auf Initiative der Vertreter der politischen Gemeinde in die Mitte umplatziert, um es in zentraler Lage zu einer Gedenkstätte aufzuwerten. Dieses Vorhaben wurde von der evangelisch-reformierten Gemeinde des Ortes finanziell unterstützt.
2012 wurde Grüninger die Brücke über den Alten Rhein zwischen Hohenems und Diepoldsau gewidmet.
Das Theater St. Gallen brachte 2013 das Jugendtheaterstück Ein Grenzgänger von Elisabeth Gabriel und Nina Stazol auf die Bühne.
Grüningers damalige Dienststelle, die Kantonspolizei St. Gallen, ehrte ihn 2014 in einer Feier, an der auch seine Tochter Ruth Roduner teilnahm. Am Haupteingang des Polizeigebäudes befindet sich nunmehr eine Gedenktafel, die an Grüninger und seine Zivilcourage erinnert.

### Unbekannt entfernt  Erinnerungstafel (2013)
Anfang Februar 2013 haben unbekannte Täter auf der Paul-Grüninger-Brücke zwischen Diepoldsau und Hohenems die Erinnerungstafel an den namensgebenden Schweizer Polizeikommandanten mit einem elektrischen Winkelschleifer entfernt und in den Rhein geworfen. Während die Schweizer Polizei Vandalismus vermutet, der sich zuvor in der Umgebung von Altstätten zeigte, geht Bernd Bösch von den Vorarlberger Grünen von einer rechtsextremen Motivation der Tat aus: «Grüninger ist in der Schweiz umstrittener als bei uns. Andererseits ist die rechtsextreme Szene in Vorarlberg aktiv und gut organisiert.»

## Belletristische Rezeption
- Rolf Hochhuth: Grüninger-Novelle. In: dsb: Atlantik-Novelle. Erzählungen. Rowohlt, Reinbek 1985, ISBN 3-498-02867-7.
- Irma C. Erman: A Dream Drama with Justitia. [unveröffentlichtes Drama in englischer Sprache; 52 S.] In: Leo Baeck Institute Archives. Irma C. Erman Collection, 1939–1992. Mappe 3. Signatur: AR 4106. (aufrufen)

## Filme
- Akte Grüninger. Doku-Drama, Schweiz und Österreich, 2014, 96 Min., Buch: Bernd Lange, Regie: Alain Gsponer, Produktion: C-Films, SRF, Kinostart: 23. Januar 2014, Erstsendung: 19. Oktober 2014 bei SRF 1, Besprechung:[36]
- Grüningers Erbe. Dokumentarfilm, Schweiz, 2014, 21:50 Min., Buch und Regie: Florian Kröppel, Produktion: SRF, Reihe: reporter, Erstsendung: 19. Oktober 2014 bei SRF, Inhaltsangabe von SRF, Video auf SRF.
- Grenzenlose Flussfreiheit – Tiefgang am Alten Rhein. Dokumentarfilm, Österreich, 2012, 22:40 Min., Buch und Gestaltung: Ingrid Bertel, Kamera: Alexander Roschanek, Produktion: ORF, Reihe: Erlebnis Österreich, Erstsendung: 2. September 2012 bei ORF III, Inhaltsangabe von ORF.
- Grüningers Fall. Dokumentarfilm, Schweiz, 1997, 100 Min., Buch: Richard Dindo, Stefan Keller, Regie: Richard Dindo, Musik: Arvo Pärt, Produktion: SF, Reihe: SF Wissen, Erstsendung: 20. November 1997 bei SF, Inhaltsangabe bei IMDb, Online-Video im SRF-Videoportal.